# Válka nevěst
Válka nevěst (v anglickém originále Bride Wars) je americká filmová situační romanticko-psychologická komedie z roku 2009 režiséra Garyho Winicka s Kate Hudsonovou a Anne Hatwawayovou v hlavní roli.

## Děj
Jedná se o netradiční psychologicko-romantickou situační komedii, která je zaměřena na typicky ženské téma. Řevnivost a závistivost dvou doposud nejlepších celoživotních kamarádek, které si usmyslí, že budou mít svatbu v newyorském hotelu Plaza v tentýž den a tutéž hodinu, která přeroste až v jejich vzájemnou "válku".
Dvě velké kamarádky, učitelka základní školy Emma (Anne Hathawayová) a právnička Liv (Kate Hudsonová), od svého dětství touží provdat se v hotelu Plaza. Od dětství, kdy jednou společně náhodně spatřily svatbu v hotelu Plaza, si obě společně hrají na nevěstu a ženicha. Původní plán je jasný, obě dvě svatby proběhnou v termínu posunutém o 14 dnů, jedna druhé půjde za družičku a svědkyni. Nicméně nepříjemně trapný omyl ve sňatkové agentuře způsobí, že obě svatby se konají v tentýž den a na stejném místě, zejména Emma však odmítne společnou dvojsvatbu a trvá na oddělených svatebních obřadech. Její velká zatvrzelost a neústupnost pak způsobí, že se obě velké kamarádky postupně rozkmotří a začnou si dělat různé naschvály a podrazy, které mají té druhé svatbu co nejvíce zkomplikovat a znepříjemnit. Emmina zatvrzelost a zarputilost je tak velká, že nakonec vede až k úplnému k rozpadu jejího vztahu s budoucím ženichem a její svatba se vůbec neuskuteční a se snoubencem se rozejde (poznámka:snoubenci těsně před svatbou vrátí zásnubní prsten, což je velmi podobná scéna, která se vyskytuje i ve starším filmu Deník princezny 2: Královské povinnosti). Emma si nakonec později vezme za muže bratra Liv a stane se tak její švagrovou. Film končí nečekaným happyendem v podobě těhotenství obou žen, kdy termín porodu mají stanoven opět na tentýž den.

## Obsazení
- Anne Hathawayová jako Emma Allen
- Kate Hudson jako Olivia Lerner
- Candice Bergen jako Marion St. Claire
- Steve Howey jako Daniel Williams
- Bryan Greenberg jako Nathan Lerner
- Chris Pratt jako Fletcher Flemson
- Michael Arden jako Kevin
- Kristen Johnston jako Deb
- John Pankow jako John
- Paul Scheer jako Ricky Coo
- Casey Wilson jako Stacy Kindred
- June Diane Raphael jako Amanda
- Lauren Bittner jako Amie
- Hettienne Park jako Marrisa
- Dennis Parlato jako taneční instruktor

## Přijetí

### Tržby
Film vydělal 58.7 milionů dolarů v Severní Americe a 55,9 milionů dolarů v ostatních oblastech, celkově tak vydělal 114,6 milionů dolarů po celém světě. Rozpočet filmu činil 30 milionů dolarů. Za první víkend docílil druhé nejvyšší návštěvnosti a vydělal 21 milionů dolarů.

### Recenze
Na recenzní stránce Rotten Tomatoes získal ze 142 započtených recenzí 10 procent. Na Česko-Slovenské filmové databázi snímek získal 51 procent.

### Ocenění a nominace
Film získal dvě nominace na Filmovou cenu MTV v kategoriích nejlepší souboj (Hudson vs. Hathaway) a nejlepší ženský herecký výkon pro Hathawayovou. Candice Bergen získala za svou roli nominaci na Zlatou malinu v kategorii nejhorší ženský herecký výkon ve vedlejší roli. Anne Hathawayová získala za roli cenu Teen Choice Awards v kategorii nejlepší herečka ve filmové komedii. Film získal další 4 nominace na TCA: nejlepší herečka ve filmové komedii (Kate Hudson), nejlepší výbuch vzteku (Hudson), nejlepší rockový moment (Hathaway) nejlepší rvačka (Hudson vs. Hathaway). Film získal nominaci na People's Choice Awards v kategorii nejlepší filmová komedie.